# Peshwa
Peshwa [pa'sjva] (hindi: पेशवा, plural Peshwe, Marathi: पेशवे), var ett ämbete som enrådande förste ministern i det forna Marathariket i Indien.